# Linaria polygalifolia subsp. polygalifolia
Linaria polygalifolia subsp. polygalifolia é uma subespécie de planta com flor pertencente à família Scrophulariaceae. 
A autoridade científica da subespécie é Hoffmanns. & Link, tendo sido publicada em Fl. Portug. 1: 248, pl. 44 (1811).

## Portugal
Trata-se de uma subespécie presente no território português, nomeadamente em Portugal Continental.
Em termos de naturalidade é endémica da Península Ibérica.

## Protecção
Não se encontra protegida por legislação portuguesa ou da Comunidade Europeia.